# Лоуренс Беєрлінк

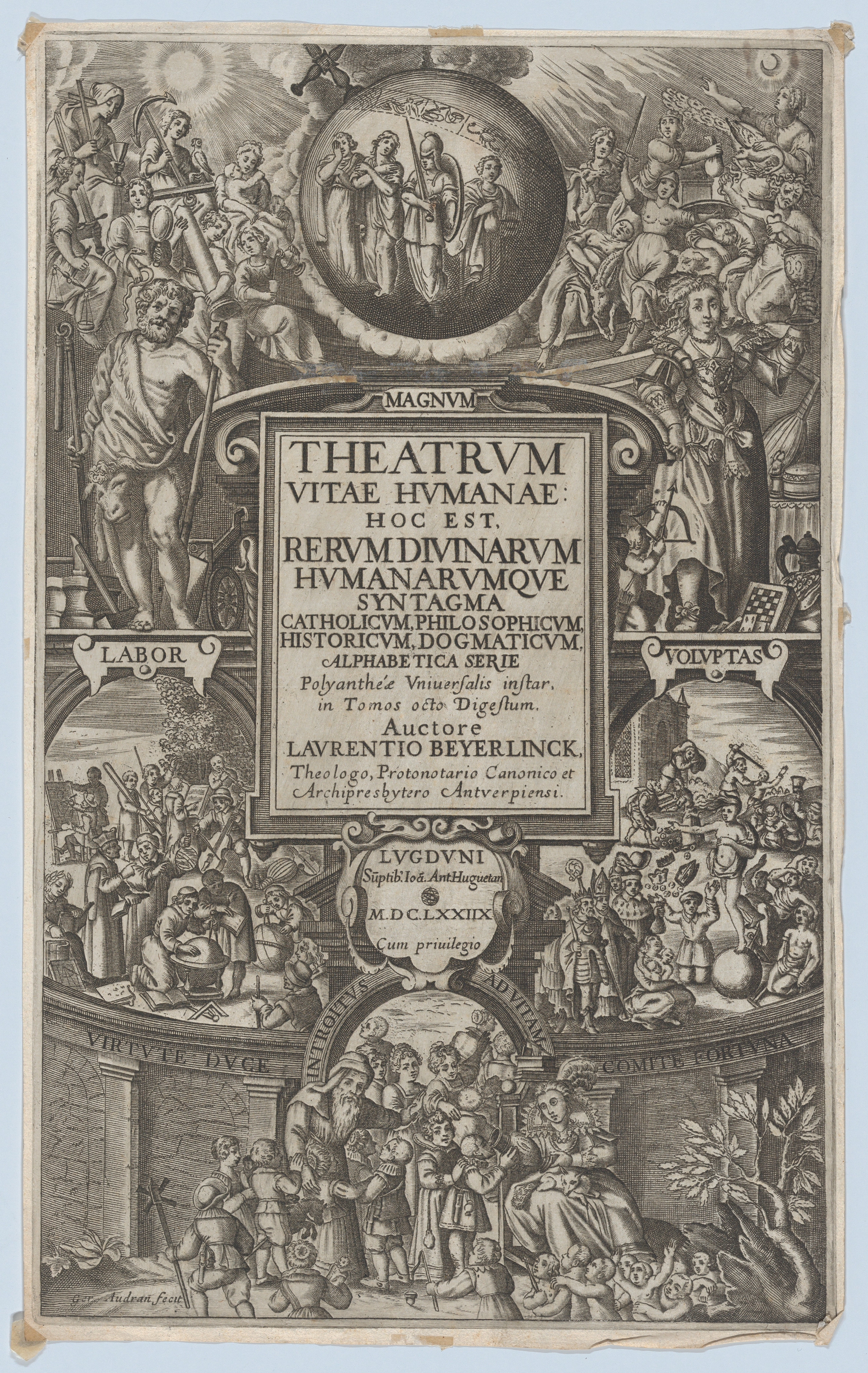
Фронтиспис для Theatrum Vitae Humanae, Ліон, 1678

Лоуренс Беєрлінк (фр. Lawrence Beyerlinck; квітень 1578, Антверпен — 22 червня 1627, Антверпен) — бельгійський теолог, церковний письменник і енциклопедист.

## Життя
Син фармацевта, він готувався в Левені до тієї ж професії, але, вирішивши прийняти сан священника та був висвячений у червні 1602 року. Студентом богословського факультету, він викладав поезію та риторику в коледжі Волькс, а будучи пастором Херента, був професором філософії в сусідній семінарії каноніків.
У 1605 році він прийшов до церковної семінарії в Антверпені, викладав філософію та теологію, а згодом став настоятелем. У 1608 році він був каноніком, цензором і теологом церкви Антверпена. У 1614 році став протонотарем. Байєрлінк був священником, ритором, оратором і адміністратором і постійно займався проповідуванням і писанням.

## Творчість
Його твори мають переважно енциклопедичний характер. Він написав, наприклад, другий том (Антверпен, 1611) Opus Chronographicum orbis universi a mundi exordio usque ad annum MDCXI (перший том до 1572 року Опмеєра), збірку життя пап, правителів і видатних людей, і Magnum Theatrum Vitae Humanae (Кельн, 1631, 7 томів; Ліон, 1665-6, 8 томів; Венеція, 1707, 8 томів), енциклопедію інформації на різноманітні теми, розташовану в алфавітному порядку. Її тематика варіюється від богословських дисертацій до дрібниць. Він містить статті про бороди та про ігри. Значна частина матеріалу була зібрана іншими авторами, зокрема Теодором Цвінгером у його «Theatrum Humanae Vitae», але Байєрлінк надав цій роботі остаточну форму. Інші публікації наведено в списку літератури.